# A Miami Tail
A Miami Tail ist eine 2003 produzierte US-amerikanische Filmkomödie mit der Rapperin Trina in der Hauptrolle, die sich thematisch an die Handlung der griechischen Komödie Lysistrata anlehnt.

## Handlung
Aufgrund steigender Gewalt zwischen rivalisierenden Straßenbanden in Miami und Unzufriedenheit mit der Behandlung durch ihre Lebensgefährten schließen sich die Frauen eines in einem sozialen Brennpunkt liegenden Viertels unter der Führung von Alica zusammen und bilden eine Protestbewegung zur Abschaffung dieser Missstände. Sie verbarrikadieren sich gemeinsam in einer Basketballhalle und verweigern den Männern jegliche Annäherungen mit dem Ziel, alle Gewalt untereinander und Misshandlung gegenüber Frauen zum Erliegen zu bringen.
Am Ende erreichen sie eine Unterbrechung der blutigen Konflikte im Viertel, Drogengeschäfte und Schießereien kommen zum Erliegen, die beteiligten Chefs der Straßenbanden müssen einen Waffenstillstand aushandeln. Außerdem haben die Frauen ihre vom neuen Selbstbewusstsein getragene Unabhängigkeit bewiesen und werden dadurch mit mehr Respekt behandelt als zuvor.

## Kritik
„Clothing discrepancies aside, director Melvin James, who made the clunker Honeybee a few years back, did a swell job with A Miami Tail. It takes full advantage of the Miami backdrop, adding to this mediocre comedy’s enjoyment at times.“

## Hintergrund
Einige Szenen wurden vom Regisseur Melvin James während der Dreharbeiten spontan eingefügt und trotz fehlender Drehbuchangaben realisiert.